# 吴泰勋旧居
吴泰勋旧居为奉系军阀师长吴俊升之子、国民党政府军队高级军官吴泰勋在天津的故居，建于1920年代，位于当时的天津英租界的马厂道（Race Course Road）（今天津市和平区马场道16-18号）。该建筑现为一般保护等级历史风貌建筑。该建筑后为天津市劳动局的办公用房，现为清真1618公馆。

## 建筑风格
吴泰勋旧居建筑面积为2000余平米，使用面积为1539平方米，为砖木结构三层楼房带地下室，建筑外立面为水泥细石饰面，建筑出口处外突并设有方形门厅，门厅上方筑有阳台。建筑正立面首层两侧各设有弧形圆窗，建筑顶部为出挑檐缓坡瓦顶并设有拱形老虎窗。该建筑是一座具有折中主义风格的英式别墅。